# Медицинская техника (альбом)
«Медицинская техника» — второй студийный альбом группы Тайм-Аут, вышедший в 1992 году.

## Об альбоме
«Медицинская техника» был записан в 1992 году на тон-студии «Элиас». Изначально издавался на пластинках. В 1996 году выдержал переиздание на дисках и кассетах.

## Список композиций
| №   | Название                     | Авторы                    |
| --- | ---------------------------- | ------------------------- |
| 1.  | Где-то за лесом кактус гниет | П. Молчанов               |
| 2.  | Шигидарупупай                | В. Павлов / А. Минаев     |
| 3.  | Где мои винтики?             | В. Павлов / А. Минаев     |
| 4.  | Самый лучший день            | А. Минаев                 |
| 5.  | Два года (Памяти П. Ж.)      | П. Молчанов / А. Минаев   |
| 6.  | Ветер дальних стран          | Тайм-Аут / П. Молчанов    |
| 7.  | Милая ночь                   | П. Молчанов               |
| 8.  | Я с тобой                    | Ю. Шипилов / П. Молчанов  |
| 9.  | Сумочка-нора                 | В. Павлов / А. Минаев     |
| 10. | Ненавижу                     | А. Минаев                 |
| 11. | Дай мне уйти                 | А. Минаев / Ю. Спиридонов |
| 12. | Квачи прилетели              | В. Павлов                 |
| 13. | теинг суткак мосел аз от-едГ | П. Молчанов               |

## Участники записи
- Павел Молчанов (Торвлобнор Петрович Пуздой) — лидер-вокал, клавишные, акустическая гитара, мотологические дудки, саксофон;
- Александр Минаев (Акакий Назарыч Зирнбирнштейн) — бас-гитара, вокал, и. о. директора;
- Владимир Павлов (Ёхан Палыч Павло́вич) — 6-12 струнные гитары, вокал;
- Андрей Родин (Архимандрей Кислородин) — барабаны;
- Ирина Епифанова — бэк-вокал в песне «Милая ночь»;
- Николай Шестов — звукорежиссёр.